# There's a Boat Dat's Leavin' Soon for New York
There's a Boat Dat's Leavin' Soon for New York is een aria van George Gershwin uit de opera Porgy and Bess uit 1935 op tekst van Ira Gershwin. De aria werd het eerst uitgevoerd door John W. Bubbles tijdens de première van Porgy and Bess op 30 september 1935. Het lied is in de loop der jaren vaak gecoverd door jazzartiesten.
De aria is het slotstuk van act II, scène II. Sporting Life ziet dat Porgy door de politie meegenomen wordt voor verhoor. Crown is vermoord en de politie onderzoekt de zaak. Sporting Life maakt Bess wijs dat Porgy nooit meer terug komt en voor altijd in de gevangenis zal blijven en raadt haar aan om met hem een nieuw leven te beginnen in New York.
There's a Boat Dat's Leavin' Soon for New York. 
Come wid me, dat's where we belong, sister. 
You an' me kin live dat high life in New York. 
Come wid me, dere you can't go wrong, sister.— Gershwin/Gershwin

## Achtergrond en bijzonderheden
Afgezien van een paar recitatieven zijn 'There's a Boat Dat's Leavin' Soon for New York' en 'It Ain't Necessarily So' de enige twee aria's die Sporting Life zingt in de opera. Gershwin heeft Bubbles – een bekende tapdanser en variétéartiest - zelf geselecteerd voor de rol en heeft er behoorlijk veel tijd in moeten stoppen om hem de twee aria’s, met name 'It Ain't Necessarily So', aan te leren. Bubbles kon geen noten lezen en was niet in staat om nauwkeurig te zingen wat betreft toonhoogte, tempo en ritme.
Voor de repetities van Porgy and Bess begonnen, waren Bubbles en zijn vriend Ford L. Buck, die de rol van Mingo speelde in de opera, met hun vaudeville gezelschap zes weken op tournee. Gershwin stuurde hem en Buck een exemplaar op van de 559 pagina's tellende zangpartituur met de bedoeling om alvast de twee aria's te bekijken en te bestuderen. Toen ze terug kwamen in New York vroeg Gershwin aan Bubbles of hij een beetje een idee had gekregen. 'Nee', dat had hij niet. Hij had samen met Buck de partituur bekeken en geconstateerd dat het onbegonnen werk was. Hij dacht dat hij de hele partituur uit zijn hoofd moest leren.
De inspanning, moeite en het geduld van Gershwin was echter niet tevergeefs; Bubbles maakte van het karakter Sporting Life tijdens de voorstellingen een onvergetelijke prestatie, zowel door zijn manier van dansen als door zijn persoonlijke zing-spreek-stijl.

## Kenmerken muziek
De aria staat in Bes majeur en heeft het tempo van een blues: Moderato (Tempo di Blues) met een 44 - maatsoort. De structuur van het lied is de liedvorm A-A-B-A. De zanger wordt begeleid door orkest waarbij het slagwerk uitgebreid is met drums.

De eerste vier maten van het lied:

## Vertolkers (selectie)[5]
- Branford Marsalis
- Justin Faulkner
- Eric Revis
- Joey Calderazzo
- Kurt Elling
- Louis Armstrong
- Ella Fitzgerald
- Dave Grusin
- Eric Marienthal
- John Patitucci
- Dave Weckl
- Gary Burton
- Lee Ritenour
- Anita Kerr
- Connie Kay
- Percy Heath
- Milt Jackson
- Ray Charles
- John lewis
- Modern Jazz Quartet
- Bill Evans (pianist)
- Bill Evans (saxofonist)
- Eddy Louiss
- Slide Hampton
- Mitzi Gaynor
- Alfred Gehardt
- Cleo Laine
- Ernestine Anderson
- Sammy Davis Jr.
- Bill Potts
- Hank Jones
- Kenny Burrell
- Barry Galbraith
- Milt Hinton
- Osie Johnson
- Elvin Jones
- Pete Malinverni
- Tom Melito
- Ugonna Okegwo
- Rich Perry
- Tim Hagans
- Tony Lakatos
- Duke Ellington
- Johnny Hartman
- Frances Faye
- Mel Tormé
- Oscar Peterson
- Zoot Sims
- Rex Stewart
- Pinky Williams
- Teri Thornton